# Zoltán Kodály
Zoltán Kodály [ˈzoltaːn ˈkodaːj]IPA (16. prosince 1882 Kecskemét – 6. března 1967 Budapešť) byl maďarský hudební skladatel a pedagog.

## Život
Šlo o syna železničního úředníka, studoval v Trnavě a na budapešťské hudební akademii, kde od roku 1907 působil jako profesor. Spolu s Bélou Bartókem zasedl po skončení Světové války v Direktoriu pro hudbu bolševické Maďarské republiky rad. Spolu s Bélou Bartókem se podílel na sběru lidových písní a své folklórní znalosti uplatnil ve své skladatelské činnosti. K významným dílům jeho tvorby patří např. kantáta Psalmus Hungaricus (1923), opera Hary János (1925), orchestrální suita Tance z Galanty (1934), sonáta pro sólové violoncello (1915) nebo Te Deum (1936), které napsal k oslavě 250. výročí osvobození Budapešti z moci Turků (1936). Výrazně se zasloužil o rozmach organizované hudební výchovy v Maďarsku a v roce 1963 byl zvolen prezidentem mezinárodní společnosti pro hudební výchovu.

## Vybraná díla
- Seznam děl v Souborném katalogu ČR, jejichž autorem nebo tématem je Zoltán Kodály

### Duchovní hudba
- 1923 Psalmus Hungaricus
- 1936 Budavári Te Deum
- 1944 Missa brevis (verze pro varhany/verze pro orchestr)
- 1963 Adventi ének – adventní písně
- 1966 Laudes organi

### Jevištní díla
- 1926 Háry János – opera – singspiel
- 1924–1932 Szekely fonó
- 1946–1948 Czinka Panna

### Orchestrální díla
- 1927 Háry János Suite
- 1930 Marosszékerské tance
- 1933 Tance z Galanty
- 1937 Felszállott a páva – variace na maďarskou lidovou píseň Páv
- 1940 Koncert pro orchestr
- 1960 Sinfonie

### Komorní hudba
- Romance lyrique (1898) pro violoncello a klavír
- Adagio (1910) pro housle/violoncello/kontrabas a klavír
- Intermezzo pro smyčcové trio
- Sonáta pro violoncello a klavír Op. 4
- Sonáta pro sólové violoncello Op. 8
- Sonatina pro violoncello a klavír
- Duo pro housle a violoncello Op. 7
- Smyčcový kvartet č. 1 Op. 2
- Smyčcový kvartet č. 2 Op. 10

### Skladby pro klavír
- 9 skladeb pro klavír Op. 3
- 7 skladeb pro klavír Op. 11

Kromě toho mnoho vokálních skladeb a cappella (světských i duchovních).